# 孔切湖
62°3′0″N 34°6′0″E / 62.05000°N 34.10000°E

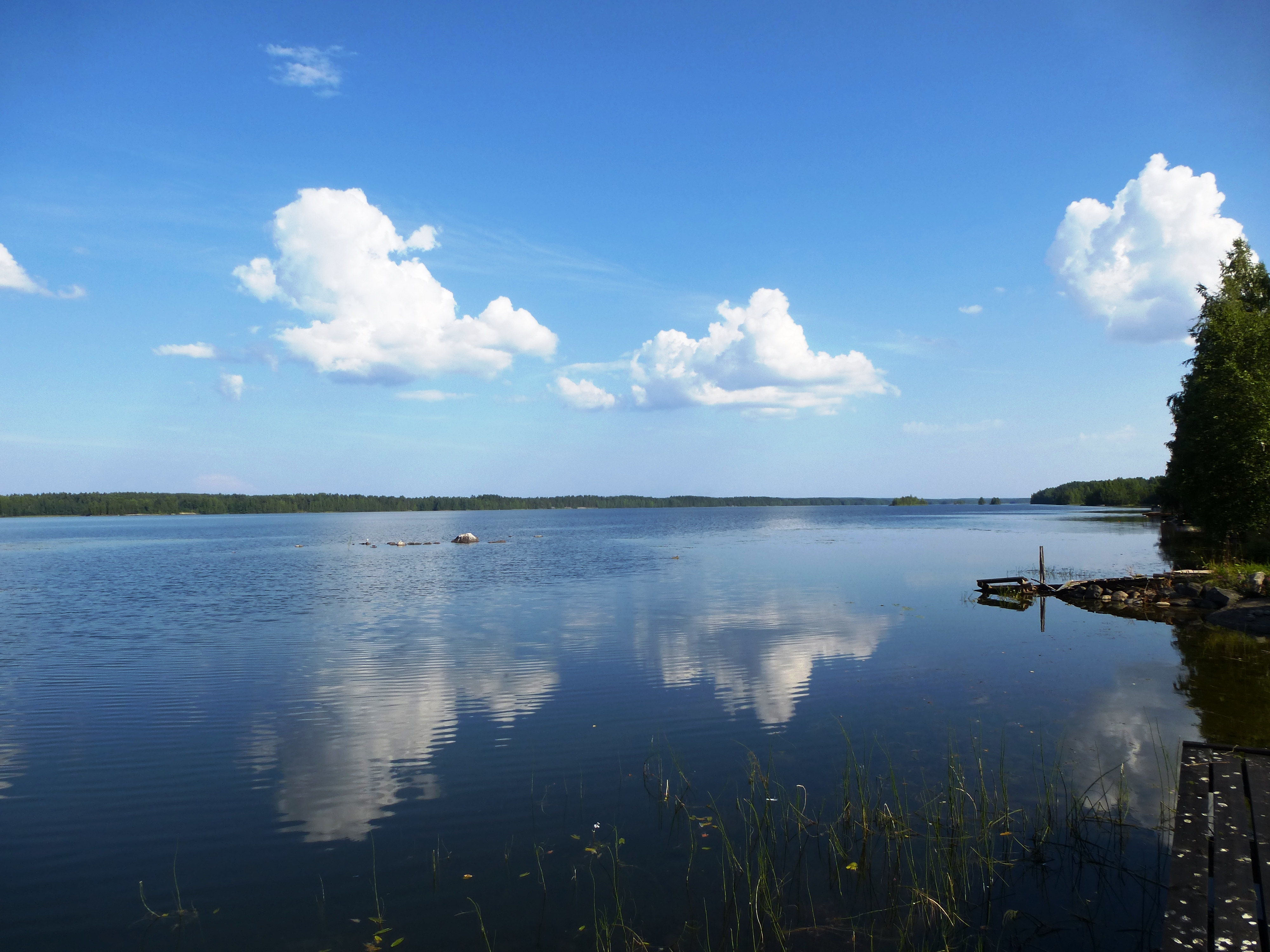

孔切湖（俄语：Кончозеро），是俄羅斯的湖泊，位於該國西北部，由卡累利阿共和國負責管轄，長22.5公里、寬3公里，面積46平方公里，海拔高度37.7米，集水區面積340平方公里，湖岸線長度60公里，平均水深10.0米，最大水深19.5米。